# Supercoppa Primavera 2024
La Supercoppa Primavera 2024 è stata la ventunesima edizione della competizione, che si è disputata il 20 agosto 2024 al Mapei Stadium di Reggio Emilia. A sfidarsi sono state il Sassuolo e la Fiorentina, vincitrici rispettivamente del Campionato e della Coppa Italia nella stagione 2023-24. 

## Tabellino
| Arbitro: | Allegretta (Molfetta) |

|                             |           |  |
| Elia 67’ (aut.) Moriano 86’ | Marcatori |  |

| Sassuolo | Fiorentina |